# Sid Sackson
Pour les articles homonymes, voir Sid.
 (septembre 2024).
Si vous disposez d'ouvrages ou d'articles de référence ou si vous connaissez des sites web de qualité traitant du thème abordé ici, merci de compléter l'article en donnant les références utiles à sa vérifiabilité et en les liant à la section « Notes et références ».
Sid Sackson (4 février 1920 à Chicago, Illinois - 6 novembre 2002) est un important auteur de jeux de société américain.

## Biographie
Sa création la plus importante est probablement Acquire (dont une édition française portait le nom de Grand Hôtel). Il est également l'auteur de Can't Stop et Focus qui remporta le prestigieux prix allemand Spiel des Jahres.
Il écrivit également des livres sur les jeux, dont A Gamut of Games et Card Games Around the World. Ces deux titres présentent de multiples règles de jeux anciens et modernes, dont un grand nombre était de sa création.
Sid Sackson a collectionné les jeux durant toute sa vie. Au moment de sa mort, la taille de sa collection était estimée à 18000 titres. Parmi ceux-ci, de nombreuses pièces uniques qui lui étaient envoyées par des auteurs de jeux sollicitant son avis. Les jeux furent vendus aux enchères peu après sa mort, dispersant la collection.

## Ludographie succincte
- Acquire ou Grand Hôtel, 1962, 3M / Avalon Hill / Schmidt Spiele, Essener Feder  1993

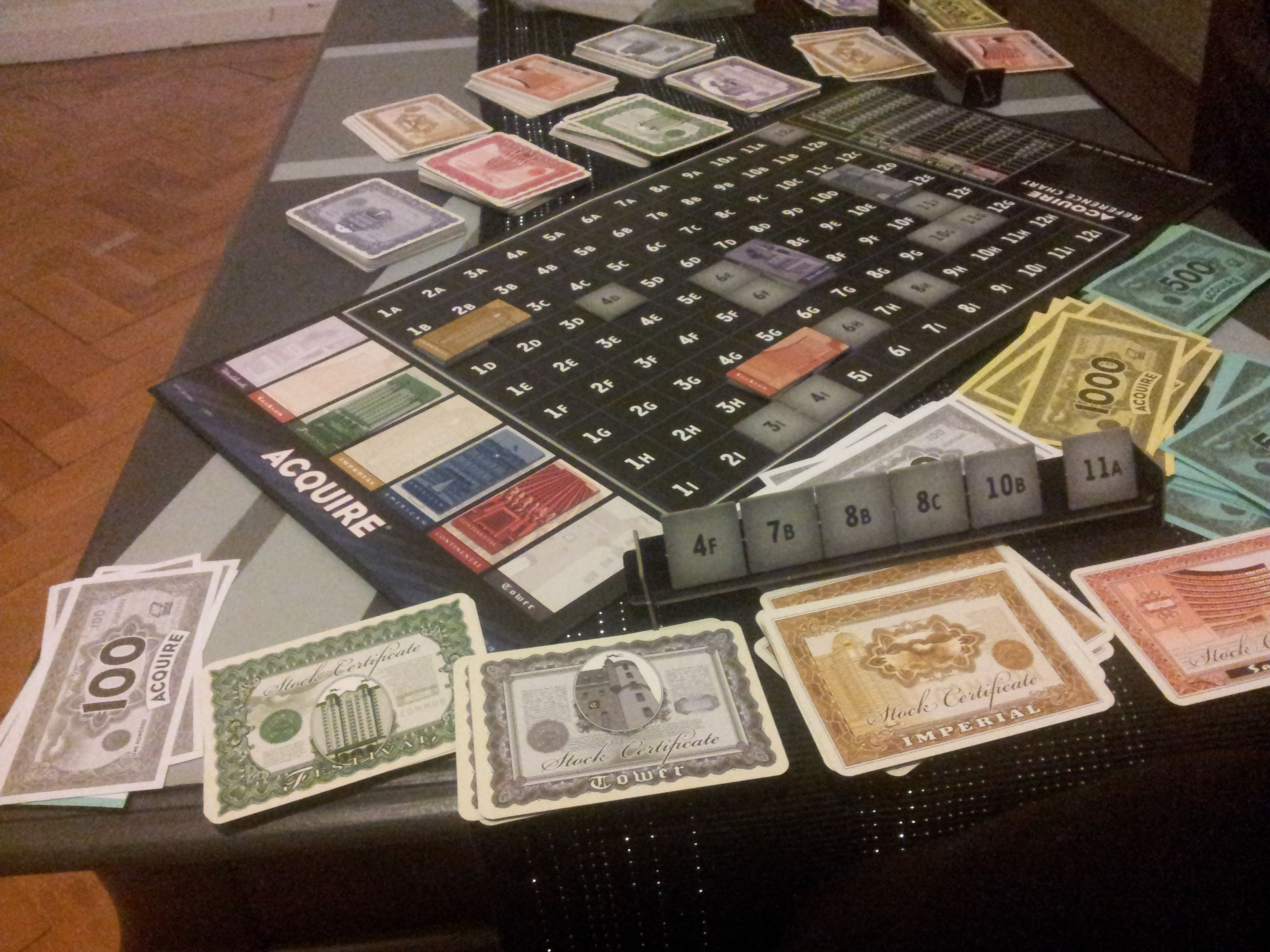
Acquire

- AcquireFocus, 1963-1980, 3M / Parker, Spiel des Jahres  1981, Essener Feder  1981
- Sleuth, 1967, 3M / Avalon Hill

- Bazaar, 1967, 3M / Schmidt Spiele
- Venture ou Die Bosse, 3M / Avalon Hill / F.X. Schmid
- Can't Stop, 1980-1991, Parker / Franjos / Asmodée
- Metropolis, 1984, Ravensburger
- L'Héritage de Maloney, 1988, Ravensburger
- Gold Connection, 1992, Schmidt Spiele
- Kohle, Kies & Knete ou I'm the Boss, 1994-2003, Schmidt Spiele / Face 2 Face Games
- Wu Hsing, 1993, Franjos
- Samarkand, 1998, Abacus
- BuyWord, 2005, Face 2 Face Games, Games Magazine Awards  2005

## Publications
- Card Games Around the World,  (ISBN 0-486-28100-0)
- A Gamut of Games,  (ISBN 0-486-27347-4)